# Out Run Europa
Out Run Europa (también conocido com Out Run Europe durante su desarrollo), es un videojuego de conducción desarrollado por Probe Software y publicado por U.S Gold para Amiga, Amstrad CPC, Atari ST, Commodore 64, Sega Game Gear, Sega Master System y ZX Spectrum en 1991. Es un spin-off del juego de arcade Out Run, aunque no es producido por Sega.
Los niveles en Out Run Europa se establecen en toda Europa, con el jugador pasando por lugares como París y Berlín. El jugador debe escapar de la policía usando una variedad de vehículos, desde los autos deportivos de Ferrari y Porsche hasta motocicletas y motos de agua. 
En algunos niveles se le da al jugador un arma que puede usarse para destruir otros vehículos..

## Desarrollo
Out run Europa  fue anunciado en 1988, y la publicación del juego fue retrasada hasta 1991.

## Recepción
La versión de Spectrum fue bien recibida,la revista Your Sinclair le otorgó al juego un 83%, y alabo los grandes sprites y la suave animación comparada al juego original.